# Den døde vender tilbage
Den døde vender tilbage (en: Taken at the Flood) er en Agatha Christie krimi fra 1948, der første gang udkom på dansk i 1960.
Romanen er inddelt i tre dele, en prolog og to "bøger", hvor Hercule Poirot kun optræder i korte passager i 1. bog, men supplerer den lokale leder af efterforskningen, Superintendant Spence, under opklaringen i 2. "bog" 

## Plot
Denne roman, der er fortalt i tredje person, tager sit udgangspunkt i et luftangreb under 2. verdenskrig, hvor den stenrige og nygifte Gordon Cloade omkommer. Hans enke arver til stor fortrydelse for hans familie hans store formue, og en indviklet intrige tager fart. Der er i personkredsen flere, som benytter falsk identitet, hvilket bl.a. muliggøres af det kaos, Storbritannien befandt sig i under krigen. En del af handlingen udspiller sig i den fiktive landsby Warmsley Vale, hvor de luksusprægede forretninger er i forfald.  I første bog introducer forfatteren læserne for familien Cloade og dens nærmeste bekendte, og en lang række intriger afsløres, inden de kriminelle handlinger tager fart. 

### Opklaringen
Det meste af opklaringen er baseret på logik, idet de egentlige spor er få og afsløres sent i fortællingen. En morder pågribes, efter at Poirot har sat en fælde, og politiet finder det tilstrækkeligt. Poirot afslører imidlertid for en lukket kreds andre forbrydelser, som han tillader at forblive ustraffet. 

### Inspiration
Den engelske titel er baseret på Brutus's tale i fjerde akt af William Shakespeares Julius Cæsar. Talen findes ikke i de fleste danske oversættelser. Et kendskab til denne tale kan måske hjælpe læseren til at løse gåden.

## Anmeldelser
Bogen er omstridt, idet den af nogle anses for at være en af Christies mest originale og komplekse romaner,  mens andre betegner den som "en velmotiveret omskrivning af klassiske temaer hos Tennyson og Christie". 

## Danske Udgaver
- Carit Andersen (De trestjernede kriminalromaner, 49); 1960.
- Carit Andersen (De trestjernede kriminalromaner, 52); 1970.
- Peter Asschenfeldts nye Forlag; 2000. (Ny titel: Ebbe og flod)

## Bearbejdning
Den døde vender tilbage er en episode i den TV-serie om Poirot med David Suchet i hovedrollen. Den blev vist i England 2. april 2006 (som episode 4 i sæson 10).  Episoden, som er med titlen "ebbe og flod" er vist flere gange i dansk tv, er på afgørende punkter ændret i forhold til romanen. I stedet for et luftangreb i krigstid er der tale om en eksplosion i fredstid, formodentlig som følge af et gasudslip. Poirot er langt mere aktiv under opklaringen, ligesom en af forbrydelserne i romanen ikke gennemføres i tv-episoden, men "erstattes" af en anden, og langt mere alvorlig forbrydelse; gerningsmanden er dog den samme. I de afsluttende scener er Suchet en langt mere indtrængende og engageret udøver af retfærdighed end sædvanligt i rollen som Poirot.   